# Swabidu
Swabidu ist der Titel einer Märchenreihe des Autorenteams Brigitte Meisenberger, Otto Meisenberger, Bettina Stangl und Heinz-Dieter Stangl sowie in den ersten Jahren Reinhard Köhldorfer. Der erste Band erschien 1984 als Buch und Hörspiel, es folgten weitere neun Geschichten, die als Bücher, Hörspiele und Puppentheater in Österreich erschienen.

## Das Wort Swabidu
Swabidu ist die eingedeutschte Form des englischen Wortes Swabedoo. Das alte irische Volksmärchen The Little People of Swabedoo erzählt die Geschichte eines glücklichen Volkes, das sich durch Verschenken von kleinen Pelzchen gegenseitig Freude machte, bis ein Kobold auftaucht und durch das Verschenken kalter Steine die Angst des Volkes wächst, ein warmes Pelzchen herzugeben und dafür einen kalten Stein zu erhalten. Unsicherheit macht sich breit und das einst so glückliche Volk stürzt in eine Sinnkrise. Basierend auf dieser Geschichte schuf das Autorenteam aus Graz die Märchenreihe „Geschichten aus Swabidu“.

## Die Idee
Inspiriert durch das alte irische Volksmärchen, entstand ein Fantasiedorf, das Dörfchen Swabidu, bewohnt von unterschiedlichen Charakteren, im weitesten Sinne ähnlich wie bei den Schlümpfen. Die Häuser des Dorfes sind bunte Wollmützen, die Bewohner sehen ebenfalls aus wie Wollknäuel. Die Illustrationen des Märchenwaldes und des Dorfes mit den Wollmützen betonen die Wärme und Geborgenheit in Swabidu. Die einzelnen Charaktere werden Swabidudaps genannt und spiegeln unterschiedliche Ausprägungen menschlicher Vor- und Nachteile wider. Die Geschichten entstanden als kollektive Kreationen des Autorenteams. Die Sprache der Figuren ist lebendig und für Kinder leicht verständlich gehalten, dennoch sind einige Namen der Figuren bewusst so gewählt, dass ihre Aussprache für Kinder eine sprachliche Herausforderung darstellt (z. B.: Kobold Klappatappa). Weiter gibt es eine Vielzahl von Anspielungen auf die Welt der Erwachsenen, z. B. eingeflochtene Ausdrücke, manche davon lateinisch, die zusätzlich den Erwachsenen, der das Buch vorliest, ansprechen.

## Der Schauplatz der Geschichten
Den Mittelpunkt aller zehn Geschichten bildet das Dörfchen Swabidu mit dem umliegende Märchenwald. Je nach Geschichte gibt es folgende Nebenschauplätze: den nahe dem Dorf gelegenen Getisee, die Blumenwiese, den Schluckerlberg und weiter entfernt die Höhle des Kobolds Klappatappa, das Haus der Hexe Gruselbusel im Hexenwald, den Mühsalberg, das Schneeschloss und das Schloss im Reich des Zauberers Bunterkunt am anderen Ende des Regenbogens.

## Die Swabidudaps
In Swabidu leben die Swabidudaps. Sie sind kleine freundliche Wesen. Alle Swabidudaps sind offen, lebensfroh und stellen die Gemeinschaft über alles. Die Gemeinschaft der Swabidudaps ist von Wärme, Nächstenliebe und gegenseitigem Verständnis geprägt. Die Hauptcharaktere verfügen über zusätzliche Ausprägungen folgender Eigenschaften: Sniefdaps, die männliche Hauptfigur, nimmt sich alles in der Welt sehr zu Herzen, Dapselinchen, die weibliche Hauptfigur, ist eher vernunftorientiert und praktisch veranlagt. Weitere Figuren sind: Wurlidaps, ein lebhafter Bub, Glatzdaps, der weise Dorfälteste, Hicksdaps, der gerne Wuschelsaft trinkt, Flauschelinchen, ein sanftes Mädchen, Schubidudaps, der gerne singt, Klatschdaps und Tratschdaps, die über alles Bescheid wissen, was sich im Dörfchen abspielt, Ichhabsdaps mit genialen Einfällen und Babydaps, der jüngste Swabidudaps. 

Je nach Geschichte kommen zusätzliche Charaktere ins Spiel. Die Bösewichte werden durch den Kobold Klappatappa, der aus Steinen besteht, die Hexe Gruselbusel und den Drachen Wörga repräsentiert. Weitere Figuren einzelner Geschichten sind: die kleine Getigans, Sigi Saubermacher – der schlaue Fuchs, Bunterkunt – der Zauberer, Buzibauz – der Schneekobold, Buddy-Boody – die Wuschelmaus, Mampfi – der Mühsalwurm, Bodo – der Besen der Hexe Gruselbusel sowie die Krähe Charly.

## Die Handlung der Märchen
Alle zehn Geschichten greifen je ein Thema auf, das für Kinder im Vor- und Volksschulalter gewaltfrei und lehrreich aufbereitet wird: Nächstenliebe, soziales Verhalten in der Gruppe, Selbstvertrauen, Hilfsbereitschaft, Uneigennützigkeit, Freundschaft, aber auch Themen wie Mülltrennung, Arten- und Naturschutz, gesunde Ernährung und sportliche Betätigung. Jede Geschichte erzählt ein Abenteuer und transportiert darin eingeflochten den lehrreichen Hintergrund ohne erhobenen Zeigefinger. Auf Gewalt wurde bewusst verzichtet. Die Autoren fanden sich oft vor der Herausforderung, eine Geschichte spannend zu erzählen, ohne dabei auf Gewalt zurückgreifen zu müssen. So behalf man sich auch mit Metaphern wie z. B.: eine Hexe zu bändigen, indem man mit Wasser ihre Hexenkraft abwäscht. Das Ausklammern von Gewalt brachte manchmal den Vorwurf des Vorspielens einer heilen Welt, den die Autoren stets mit dem Argument zurückwiesen, dass sehr wohl Herausforderungen des realen Lebens aufgegriffen, aber auf kindlich-fantasievolle Weise gemeistert werden.

## Die Titel der Märchen
Band 1 – Das große Wuschelfest
Band 2 – Der Kobold Klappatappa
Band 3 – Die kleine Getigans
Band 4 – Wo die Sterne wachsen
Band 5 – Die Reise über den Regenbogen
Band 6 – So ein Mist in Swabidu
Band 7 – Swabidu Kinderparty
Band 8 – Das letzte Mondröschen
Band 9 – Getigans im Hexenwald
Band 10 – Das große Apfelkorbrennen

## Kooperationen
Band 6 – So ein Mist in Swabidu entstand in Zusammenarbeit mit der Saubermacher Dienstleistungs AG in Graz als Auftragswerk, um die damals in Österreich erstmals auf breiter Basis erfolgte Einführung der Mülltrennung für Privathaushalte für Kinder im Vor- und Volksschulalter aufzubereiten. Über mehrere Jahre wurden ab 1989 Bücher an Kindergärten und Volksschulen verteilt und eine Vielzahl an Puppentheateraufführungen vor allem in der Steiermark aber auch in anderen Bundesländern durchgeführt.

## Die Bücher
Alle zehn Bände erschienen farbig illustriert, die aufwändigen kindergerechten Illustrationen stammen von Otto Meisenberger.
Die Bücher wurden gemäß den Regeln der Rechtschreibreform textlich adaptiert und grafisch aufbereitet. Bis auf Band 7 sind bereits alle Bände in broschierter Form erschienen.

## Die Hörspiele
Die Hörspiele wurden vom Autorenteam gesprochen. Die Lieder sind Eigenkompositionen und wurden zu Beginn von Reinhard Köhldorfer mit einer Reihe von Musikern umgesetzt, darunter Gary Lux oder Franz Zettel, ab Band 8 von Heinz-Dieter Stangl, teilweise unterstützt von Peter Hubmann. Die Hörspiele sind auf CD und als Downloads erhältlich.

## Die Verlage
Nach dem Verlag Paul Mangold, dem Stocker Verlag Graz, dem Verlag „Edition Strahalm“, sowie der Union Multimedia Vertriebs GmbH Graz erschienen ab 1994 alle Produkte im Eigenverlag Swabidu Verlag.

## Der Erfolg der Swabidu-Märchen
Die als pädagogisch wertvoll empfundenen Märchen, das völlige Fehlen von Gewalt in allen zehn Geschichten unter dem Motto: „gewaltfrei, spannend und dennoch lebensnah“ waren zwischen 1984 und 2007 in Österreich, vor allem in der Steiermark, äußerst erfolgreich. Das „Swabidu Puppentheater“ absolvierte ca. 1.000 Aufführungen vor insgesamt ca. 200.000 Kindern. Das Autorenteam unternahm eine Vielzahl von Bemühungen zu umfassenden Kooperationen mit dem ORF und es gab eine zweijährige Zusammenarbeit mit Beiträgen von „Starreporter Sniefdaps aus Swabidu“ für den damaligen sonntäglichen Ö3-Kinderwecker mit dem damaligen Jungmoderator Robert Kratky. Dennoch gelang Swabidu nie der österreichweite große Durchbruch oder ein ähnlicher Erfolg wie Thomas Brezina mit seinen Kinderromanen. Das Puppentheater wurde daher Ende 2010 eingestellt. Die Bücher sind mit broschiertem Einband weiterhin erhältlich. Die Hörspiele stehen in unüberarbeiteter Originalversion sowohl auf CD und auch als Downloads zur Verfügung. 2023 wurde die Puppenbühne renoviert und es startete die sukzessive Ausarbeitung der einzelnen Puppentheaterstücke auf Video. Anlässlich des 40-jährigen Bestehens 2024 von Swabidu übernahm die Streamingplattform ORF Kids das erste Video in ihr Angebot.